# Gilbert Trausch
Pour les articles homonymes, voir Trausch.
Gilbert Trausch, né à Luxembourg le 20 septembre 1931 et mort le 3 juin 2018, est un historien luxembourgeois.

## Formation et carrière
Après des études d'histoire à la Sorbonne, Faculté des lettres, et à l'université d'Exeter (Royaume-Uni) où il étudie également la littérature de langue anglaise, Gilbert Trausch obtient un doctorat, en 1958, avec une thèse intitulée La suppression des couvents de la Ville de Luxembourg sous le Directoire.
D'abord professeur d'histoire et de français au Lycée de Garçons de Luxembourg (1958-1968), Gilbert Trausch devient ensuite professeur aux Cours supérieurs de l'Athénée de Luxembourg, cours promus à la fin des années 60 en Centre universitaire de Luxembourg (CunLux), embryon de la future Université du Luxembourg. À partir de 1970, il est en plus chargé de cours puis professeur à l'Université de Liège (Belgique) où il préside l'Institut de recherches sur les sociétés européennes. Trausch est directeur de la Bibliothèque nationale de Luxembourg (1971-1983) puis directeur du Centre universitaire de Luxembourg (1984-1990), avant de devenir en 1990 le premier directeur du Centre d'Etudes et de Recherches européennes Robert Schuman à Luxembourg et conseiller de gouvernement. De 1991 à sa retraite, Trausch est encore professeur au Collège d'Europe de Bruges.
Les principaux domaines d'intérêt et de recherche de Gilbert Trausch sont les suivants :
- fin de l'Ancien Régime et Révolution française ;
- problèmes d'histoire agraire ;
- questions d'histoire contemporaine luxembourgeoise, y compris la vie politique la plus actuelle ;
- intégration européenne.

Membre effectif non seulement de l'Institut grand-ducal (Section des sciences historiques) depuis 1964, mais aussi, de manière au moins honorifique, d'autres académies illustres à l'étranger, Gilbert Trausch est l'auteur de très nombreuses publications parues au Luxembourg, en France, en Belgique, en Allemagne et dans d'autres pays.

## Œuvres

### Ouvrages
- Manuel d'histoire luxembourgeoise en 4 volumes, à l'usage des classes de l'enseignement secondaire au Grand-Duché de Luxembourg; Luxembourg (Bourg-Bourger),
  - T3 : Le Luxembourg sous l'Ancien Régime (17e, 18e siècles et débuts du 19e siècle), 1977 ; 176 pages (ill. ; orientation bibliographique aux pages 167-176) ; 2e édition en 1986, avec ajouts à l'orientation bibliographique.
  - T4 : Le Luxembourg à l'époque contemporaine (du partage de 1839 à nos jours), 1975 ; 232 p. (ill. ; orientation bibliogr. aux pages 226-232) ; 2e édition en 1981.
- Joseph Bech, un homme dans son siècle ; Luxembourg (Saint-Paul), 1978.
- Du particularisme à la nation - Essais sur l'histoire du Luxembourg de la fin de l'Ancien Régime à la Seconde Guerre mondiale ; Luxembourg (Saint-Paul), 1988.
- La signification historique de la date de 1839 - Essai d'interprétation, brochure du Ministère dÉtat & Commission gouvernementale pour la commémoration du 150e anniversaire de l'Indépendance du Grand-Duché de Luxembourg, 1989, 36 pages (ill.).
- (en tant qu'initiateur et auteur de contributions à cet ouvrage collectif), De l'État à la Nation 1839-1989 - 150 Joer onofhängeg ; livre-catalogue de la grande exposition organisée à Luxembourg-Limpertsberg entre le 19 avril 1989 et la fin de la même année ; Luxembourg (impr. Saint-Paul), 1989 ; 223 p. (ill.).
- Sous la direction de Gilbert Trausch, coauteur avec 5 contributions sur 16 : La Révolution de 1848 et les débuts de la vie parlementaire au Luxembourg ; Luxembourg (Chambre des Députés), 1998 ; 90 p. (ill., bibliogr.).  (ISBN 2-87978-011-X)
- Le Luxembourg: Émergence d'un État et d'une nation ; Bruxelles (Fonds Mercator), 1989 ; réédition augmentée (Bruxelles, Fonds Mercator & Luxembourg, Schortgen), 2007.
- Sous la direction de Gilbert Trausch, coauteur: Force à la loi. Les origines d'un corps moderne de gendarmerie luxembourgeoise. 1797-1839, (dir.), ISP, Luxembourg, 1997.
- Histoire du Luxembourg ; Paris (Hatier; coll. "Nations d'Europe", dirigée par Serge Berstein et Pierre Milza), 1992; 256 p.;  (ISBN 2-218-03855-2). -  Cet ouvrage a fait l'objet d'une traduction en portugais (História do Luxemburgo) ; Luxembourg, 2012.
- Sous la direction de Gilbert Trausch: Histoire du Luxembourg - Le destin européen d'un "petit pays" ; Toulouse (Privat), 2002 ; 344 p. ;  (ISBN 2-7089-4773-7) (réédité depuis).
- Sous la direction de Gilbert Trausch: CSV: Spiegelbild eines Landes und seiner Politik? Geschichte der Christlich-Sozialen Volkspartei Luxemburgs im 20. Jahrhundert; Luxembourg (éditions Saint-Paul), 2008; 991 pages (ill.).

### Sélection d'articles
- L'Octave de Notre-Dame de Luxembourg aux prises avec le joséphisme et les réformes catholiques du XVIIIe siècle; in: Hémecht - Revue d'histoire luxembourgeoise, [Luxembourg (éd. Saint-Paul)] 1966, n° 3, pp. 333-362.
- N'EST PAS UN ARTICLE, mais une THÈSE de 248 pages: La répression des soulèvements paysans de 1798 dans le département des Forêts : aspects et problèmes; in: Publications de la Section historique de l’Institut du Grand-Duché du Luxembourg, vol. LXXXII (Luxembourg, 1967); 248 pages + une grande carte en couleur, hors texte, du département des Forêts.
- Aux origines du sentiment national luxembourgeois: Histoire et coup de pouce ou mythes et réalités; in: Nos cahiers - Lëtzebuerger Zäitschrëft fir Kultur, 5e année/1984, n° 2, pp. 73-111.
- Les Habsbourg, incarnation de l'Empire au Luxembourg à la fin du XVIIIe siècle : fidélité dynastique et manque de conscience impériale; in: Études sur le XVIIIe siècle, vol. XV (Bruxelles, 1988), pp. 133-148.
- L'Église, l'État et la Nation au Luxembourg de 1839 à 1989 - Relations complexes en pays catholique; in: Nos Cahiers - Lëtzebuerger Zäitschrëft fir Kultur, 12e année / 1991, n° [spécial] 1, intitulé 1840-1990 - 150 Jahre Luxemburger Katholizismus; pp. 61-75.
- Le Luxembourg vendu à l'encan; in: Historia, n° 563, 1993, pp. 76-82.

## Publications sur Gilbert Trausch, vie et/ou oeuvre
- Henri Wehenkel, Gilbert Trausch, historien du vingtième siècle; in: Cahiers du Centre Jean Kill (2); Luxembourg, décembre 1982, n° 2 ; p. 57-73.
- Gilbert Trausch, « 36 auteurs et 700 pages pour un hommage : une somme de contributions pour un enrichissement de l'histoire nationale (sic) », in Luxemburger Wort, édition du 30 décembre 2011.
- Marc Thill, Gelehrter und Lehrmeister - Gilbert Trausch, der im Alter von 86 Jahren gestorben ist, war Wegbereiter für die moderne Geschichtsforschung in Luxemburg; in: journal quotidien Luxemburger Wort daté du 5 juin 2018, p. 15 (avec photo du défunt).
- Pol Schock, Vom Kritiker zum Nationalhistoriker - Nachruf : Warum Gilbert Trausch der bedeutendste Historiker des 20. Jahrhunderts ist; in: journal quotidien Tageblatt daté du 5 juin 2018, p. 8 (avec photo)[6].
- Henri Wehenkel, Gilbert Trausch en mai 68 - Nécrologie ; d'Lëtzebuerger Land, 8 juin 2018[7].
- Michel Dumoulin, Éloge prononcé à la séance de la Classe des Lettres et des Sciences morales et politiques de l'Académie royale de Belgique du 7 juin 2021 : Gilbert Trausch (1931-2018).